# Chiara Stella Bux
Pour les articles homonymes, voir Bux.
Née le 31 juillet 1972 à Bari, Chiara Stella Bux est une karatéka italienne qui grâce au maître Fabio Martella a remporté de nombreuses médailles en kumite lors de compétitions internationales, notamment la médaille d'or aux Jeux mondiaux 1997 à Lahti, en Finlande.

## Résultats
| Résultat | Date          | Épreuve                   | Catégorie | Compétition                | Ville hôte                         |
| -------- | ------------- | ------------------------- | --------- | -------------------------- | ---------------------------------- |
| [ 2 ]    | Novembre 1990 | Kumite individuel - 60 kg | Seniors   | Championnats du monde 1990 | Mexico, au Mexique                 |
| [ 1 ]    | 1992          | Kumite par équipe         | Seniors   | Championnats d'Europe 1992 | Bois-le-Duc, aux Pays-Bas          |
| [ 3 ]    | Novembre 1992 | Kumite individuel - 60 kg | Seniors   | Championnats du monde 1992 | Grenade, en Espagne                |
| [ 1 ]    | Novembre 1992 | Kumite par équipe         | Seniors   | Championnats du monde 1992 | Grenade, en Espagne                |
| [ 4 ]    | 1994          | Kumite individuel - 60 kg | Seniors   | Championnats d'Europe 1994 | Birmingham, au Royaume-Uni         |
| [ 1 ]    | 1994          | Kumite par équipe         | Seniors   | Championnats d'Europe 1994 | Birmingham, au Royaume-Uni         |
| [ 1 ]    | 1995          | Kumite par équipe         | Seniors   | Championnats d'Europe 1995 | Helsinki, en Finlande              |
| [ 5 ]    | Novembre 1996 | Kumite individuel - 60 kg | Seniors   | Championnats du monde 1996 | Afrique du Sud, en Afrique du Sud  |
| [ 1 ]    | Novembre 1996 | Kumite par équipe         | Seniors   | Championnats du monde 1996 | Afrique du Sud, en Afrique du Sud  |
| [ 6 ]    | Mai 1997      | Kumite individuel - 60 kg | Seniors   | Championnats d'Europe 1997 | Santa Cruz de Tenerife, en Espagne |
| [ 1 ]    | Mai 1997      | Kumite par équipe         | Seniors   | Championnats d'Europe 1997 | Santa Cruz de Tenerife, en Espagne |
| [ 1 ]    | Août 1997     | Kumite individuel - 60 kg | Seniors   | Jeux mondiaux 1997         | Lahti, en Finlande                 |
| [ 6 ]    | Mai 1998      | Kumite individuel - 60 kg | Seniors   | Championnats d'Europe 1998 | Belgrade, en Serbie-et-Monténégro  |
| [ 6 ]    | Mai 1998      | Kumite individuel open    | Seniors   | Championnats d'Europe 1998 | Belgrade, en Serbie-et-Monténégro  |
| [ 1 ]    | Mai 1998      | Kumite par équipe         | Seniors   | Championnats d'Europe 1998 | Belgrade, en Serbie-et-Monténégro  |
| [ 7 ]    | Mai 1999      | Kumite individuel - 60 kg | Seniors   | Championnats d'Europe 1999 | Chalcis, en Grèce                  |
| [ 1 ]    | Mai 1999      | Kumite par équipe         | Seniors   | Championnats d'Europe 1999 | Chalcis, en Grèce                  |
| [ 8 ]    | Octobre 2000  | Kumite individuel - 60 kg | Seniors   | Championnats du monde 2000 | Munich, en Allemagne               |
| [ 9 ]    | Mai 2003      | Kumite individuel - 60 kg | Seniors   | Championnats d'Europe 2003 | Brême, en Allemagne                |